# Fullestads distrikt
Fullestads distrikt är ett distrikt i Vårgårda kommun och Västra Götalands län. 
Distriktet ligger sydväst om Vårgårda. 

## Tidigare administrativ tillhörighet
Distriktet inrättades 2016 och utgörs av socknen Fullestad i Vårgårda kommun.
Området motsvarar den omfattning Fullestads församling hade vid årsskiftet 1999/2000.